# NGC 5494
NGC 5494 é uma galáxia espiral (Sc) localizada na direcção da constelação de Centaurus. Possui uma declinação de -30° 38' 41" e uma ascensão recta de 14 horas, 12 minutos e 23,7 segundos.
A galáxia NGC 5494 foi descoberta em 30 de Março de 1835 por John Herschel.